# ریزموش گونه‌سرخ
ریزموش گونه‌سرخ (نام علمی: Sminthopsis virginiae) نام یک گونه از سرده ریزموش‌ها است.